# خشونت جنسی و جنسیتی علیه فلسطینیان در طول جنگ اسرائیل و حماس
در طول جنگ اسرائیل و حماس (۲۰۲۳-هم اکنون )، گزارش شد که زنان و مردان فلسطینی در زمان جنگ با خشونت جنسی نیروهای دفاعی اسرائیل (IDF) مواجه شده‌اند. دو زن فلسطینی گزارش دادند که در زندان توسط سربازان مرد اسرائیلی مورد تجاوز قرار گرفته‌اند. مردان فلسطینی نیز مورد شکنجه و تجاوز جنسی قرار گرفته اند و در برخی موارد این شکنجه منجر به مرگ قربانی شده است. در ابتدا سازمان حقوق بشری بتسلیم گزارشی از شکنجه و خشونت جنسی سیستماتیکی که از سوی ارتش اسرائیل اعمال می‌شود منتشر کرد. گاردین نیز پس از مصاحبه با چندین زندانی فلسطینی، ضمن تایید گزارش بتسلیم، تاکید می‌کند «خشونت، تجاوز و تحقیر جنسی در زندان‌های اسرائیل به امری عادی مبدل شده است.»
کمیسیون مستقل بین المللی تحقیق در مورد اراضی اشغالی فلسطین وابسته به سازمان ملل متحد، خشونت جنسی را بخشی از رویه‌ عملیاتی نیروهای امنیتی اسرائیل دانست.